# 堀米光男
堀米 光男（ほりごめ みつお、1974年4月6日 - ）は日本、長野県下高井郡山ノ内町出身の元クロスカントリースキー選手。指導者。

## プロフィール
中野実業高等学校卒業。志賀高原観光開発株式会社（志賀高原スキークラブ）-小賀坂スキー所属。
1992年12月12日にラムサウで行われた10kmでクロスカントリースキー・ワールドカップにデビュー。51位となった。このシーズンのノルディックスキージュニア世界選手権10kmで6位に入賞した。
翌1994年のノルディックスキージュニア世界選手権では10kmクラシカルで銅メダルを獲得、さらに30kmフリーでは金メダルを獲得した。これは同大会クロスカントリースキー種目では日本勢唯一の快挙である。
続くリレハンメルオリンピック代表に選ばれ、30km19位、10km31位、パシュート27位の成績を残した。1998年自国開催の長野オリンピックでは10km36位、パシュート22位、50km32位、リレー7位となった。
自身3度目の2002年ソルトレークシティオリンピックでは30km48位、パシュート33位、リレー12位だった。2006年のトリノオリンピック出場も目指したが代表選考に漏れ、このシーズン限りで現役を退いた。引退後はクロスカントリースキーやノルディックウォーキングのインストラクターとして活動している。
クロスカントリースキー・ワールドカップでは2000年2月16日に10kmフリーで7位となったのが自己最高位。全日本スキー選手権では2000年に30kmで優勝している。